# Malinka
Il Malinka (ufficialmente, in polacco: Skocznia narciarska im. Adama Małysza, "trampolino per il salto con gli sci Adam Małysz") è un trampolino situato a Wisła, in Polonia.

## Storia
Aperto nel 1933 e più volte ristrutturato, l'impianto ha ospitato numerose tappe dei circuiti minori di combinata nordica e di salto con gli sci; a partire dal 2013 si sono svolte alcune tappe della Coppa del Mondo di salto con gli sci.

## Caratteristiche
Il trampolino ha il punto K a 120 m; il primato ufficiale di distanza appartiene al tedesco Andreas Wellinger (144.5 m nel 2024).